# پلاک وسایل نقلیه اوستیای جنوبی

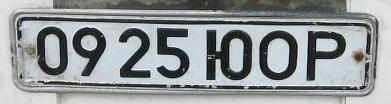

دولت اوستیای جنوبی، پلاک خودروهای موجود در قلمروش را کنترل می‌کند. طراحی صفحات بر اساس یکی از استانداردهای اتحاد جماهیر شوروی برای پلاک انجام می‌گیرد(GOST 3207-77).

## بررسی اجمالی
پلاک با نوشته‌های سیاه بر روی پس زمینه سفید می‌باشد. فرمت استاندارد چهار رقم به دنبال آن حروف سیریلیک است ЮОР (Юго Осетинская Республика، روسیه، اوستیای جنوبی جمهوری). این سیستم فقط ۹٬۹۹۹ ترکیب ممکن را فراهم می‌کند.
در قلمرو کنترل شده توسط دولت گرجستان پلاک گرجستان (تا سال ۲۰۰۸) استفاده می‌شد. از سال ۲۰۰۴ خودروهای با پلاک اوستیای جنوبی مجاز به ورود به قلمرو کنترل شده توسط دولت گرجستان نیستند، در حالی که پلاک گرجستان باقی‌مانده در خاک اوستیای جنوبی ممنوع است.